# ジゼル・ド・ブルゴーニュ (サヴォイア伯妃)
ジゼル・ド・ブルゴーニュ（フランス語：Gisèle de Bourgogne, 1075年ごろ - 1133年以降）は、サヴォイア伯ウンベルト2世妃、のちモンフェッラート侯ラニエリ1世妃。

## 生涯
ジゼルはブルゴーニュ伯ギヨーム1世とその妻エティエネットの間に1075年ごろに生まれた。ローマ教皇カリストゥス2世の妹である。

### 最初の結婚
1090年ごろ、ジゼルはサヴォイア伯ウンベルト2世と結婚した。この結婚で6人の子女が生まれた。
- アメデーオ3世（1095年 - 1149年） - サヴォイア伯
- グリエルモ（1130年没） - リエージュ司教
- ウンベルト（1131年没）
- グイード - ナミュールの修道院長
- レジナルド（1159年以降没） - サン＝モーリス修道院の首席司祭[1]
- アデライード（1100年ごろ - 1154年） - フランス王ルイ6世の王妃
- アニェーゼ（1105年ごろ - 1180年以降） - アルシャンボー6世・ド・ブルボン（フランス語版）と結婚[1]

ウンベルト2世は1103年10月に死去し、ジゼル、モーリエンヌ司教コナン1世、ジュネーヴ伯アイモーネ1世、ミリベル領主ギーからなる伯領の評議会がつくられたが、ジゼルが伯領の摂政となった。息子アメデーオ3世は指導者に任命されたジュネーヴ伯アイモーネ1世の管理下に置かれた。

### 2度目の結婚
1103年または1105年ごろに、ジゼルはモンフェッラート侯ラニエリ1世と再婚し、以下の子女をもうけた。
- グリエルモ5世（1115年ごろ - 1191年） - モンフェッラート侯
- ジョヴァンナ - 1127年にフランドル伯ギヨーム・クリトンと結婚
- マティルデ - パローディ侯アルベルトと結婚
- アデライデ - 修道女

ビアンドラーテ伯グイードと結婚したイザベラも2人の子である可能性がある（もしくはラニエリ1世と2番目の妃ジョヴァンナの子の可能性もあり）。